# Astragalus glacialis
Astragalus glacialis är en ärtväxtart som beskrevs av Lovric. Astragalus glacialis ingår i släktet vedlar, och familjen ärtväxter. Inga underarter finns listade i Catalogue of Life.